# Płukanie żołądka
Płukanie żołądka – jedna z procedur dekontaminacyjnych przewodu pokarmowego, polegająca na powtarzalnym podaniu do żołądka wody i następczym jej usunięciu.
Jest procedurą medyczną dość często stosowaną, jednakże nie udowodniono jej skuteczności (wykazano, że tą drogą można maksymalnie usunąć 10% zażytej trucizny. Można ją wykonać w przypadkach, gdy od momentu dostania się trucizny do organizmu nie upłynęła 1 godzina, bezwzględnie jednak pamiętając o przeciwwskazaniach do stosowania tej metody. Jednakże według niektórych autorów, istnieją jednak pewne szczególne sytuacje, które uzasadniają wykonanie płukania żołądka po tym czasie:
- spożycie dużej ilości substancji wyjątkowo toksycznej
- spożycie substancji, która zwalnia perystaltykę przewodu pokarmowego (leki antycholinergiczne lub leki mające takie działanie)
- spożycie substancji toksycznej w postaci leków o przedłużonym uwalnianiu
- spożycie substancji, które tworzą złogi w przewodzie pokarmowym (salicylany)[2].

Wydaje się jednak, że nie ma uzasadnienia wykonania płukania żołądka powyżej czterech, maksymalnie sześciu, godzin od chwili zatrucia.

## Technika wykonania
1. Zabieg wykonuje się u osoby przytomnej w pozycji siedzącej, u osoby zamroczonej w pozycji bocznej ustalonej z głową położoną niżej, a u osoby nieprzytomnej tylko po uprzedniej intubacji.
2. Gruby zgłębnik wprowadza się do żołądka po uprzednim posmarowaniu go lidokainą. Należy się upewnić, czy zgłębnik  znajduje się w żołądku – odległość od linii zębów do wpustu żołądka wynosi 40 centymetrów. Ponadto należy podjąć próbę odciągnięcia i sprawdzić, czy uzyskana treść jest sokiem żołądkowym. Inną możliwością jest osłuchiwanie okolicy żołądka podczas próby wprowadzenia powietrza przez zgłębnik  za pomocą strzykawki Janeta. Trzecim sposobem jest zanurzenie końcówki zgłębnika do pojemnika z wodą. W przypadku pojawienia się bąbelków należy niezwłocznie usunąć zgłębnik. Czwarty sposób to zdjęcie rentgenowskie.
3. Następnie na zgłębnik umieszcza się lejek, przez który wlewa się porcję 200–300 mililitrów wody o temperaturze ciała. Istotnym momentem jest, aby opuścić lejek poniżej poziomu żołądka, zanim zniknie z niego woda – uzyskuje się wówczas zwrotny wypływ wody z treścią żołądkową.
4. Procedurę powtarza się wielokrotnie, aż do uzyskania czystej treści. Do ostatniej porcji dodaje się 50–100 gramów węgla aktywowanego, choć według niektórych autorów węgiel powinien być podawany wielokrotnie[2].
5. Uzyskanie w trakcie płukania w popłuczynach resztek tabletek lub grzybów świadczy o skuteczności procedury.

## Przeciwwskazania
- zatrucia substancjami żrącymi
- zatrucie truciznami lotnymi, węglowodorami, detergentami (z uwagi na duże ryzyko zachłyśnięcia)
- ryzyko krwawienia z przewodu pokarmowego
- chory nieprzytomny, jeśli nie wykonano intubacji

## Powikłania
- zachłystowe zapalenie płuc
- perforacja przewodu pokarmowego lub gardła
- hipoksemia
- zaburzenia rytmu serca
- zaburzenia wodno-elektrolitowe